# Костылёво (Московская область)
Костылёво — деревня в муниципальном округе Егорьевск Московской области России.

## География
Деревня Костылёво расположена в северо-западной части муниципального округа Егорьевск, примерно в 4 километрах к северу от города Егорьевск. В 500 метрах к северу от деревни протекает река Шувойка. Высота над уровнем моря 145 метров.

## Название
Название связано с некалендарным личным именем Костыль.

## История

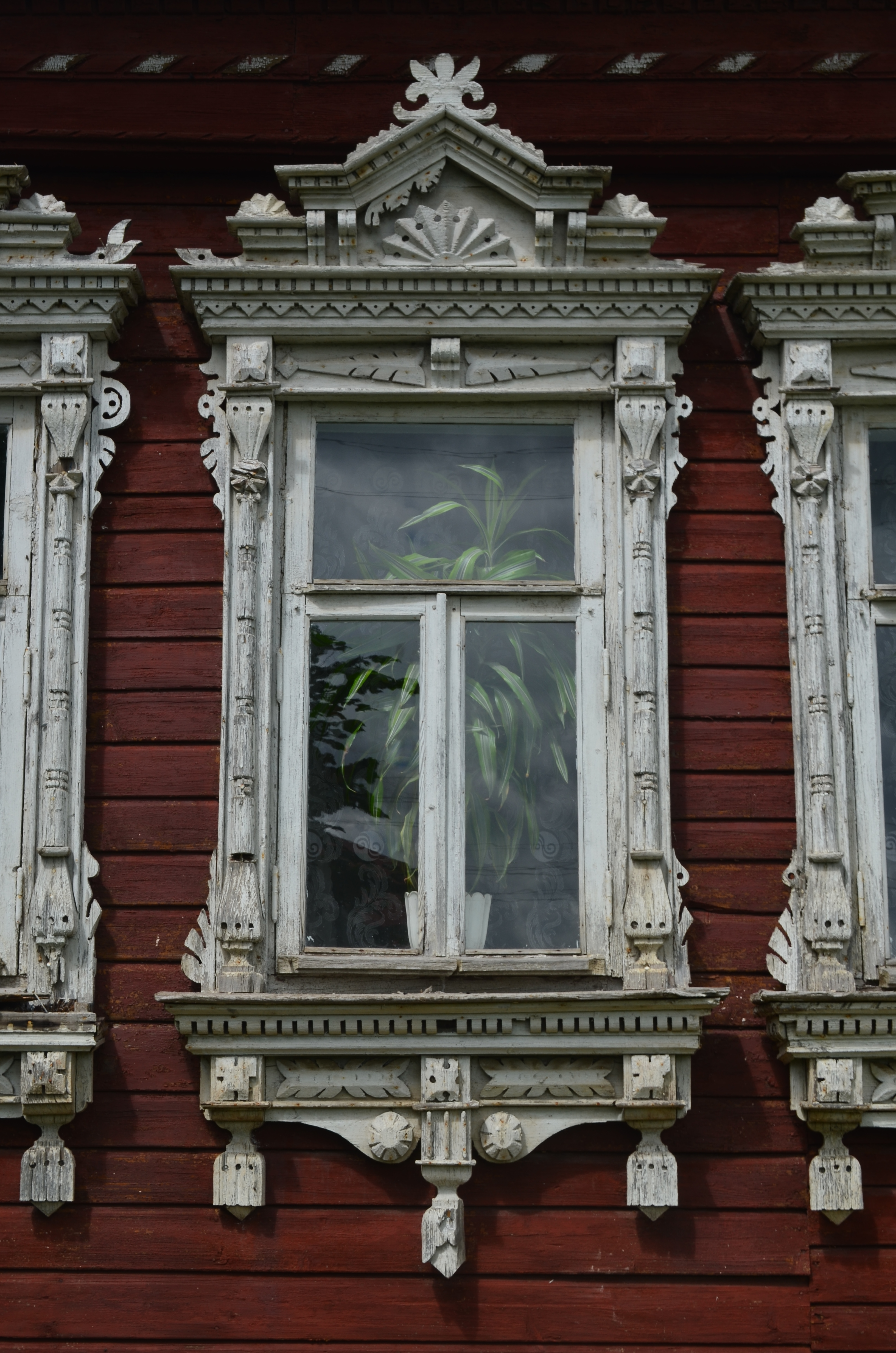
Дом Плетневых

До отмены крепостного права жители деревни относились к разряду государственных крестьян.
После 1861 года деревня вошла в состав Нечаевской волости Егорьевского уезда. Приход находился в селе Рыжеве.
В 1926 году деревня входила в Рыжевский сельсовет Егорьевской волости Егорьевского уезда.
До 1994 года Костылёво входило в состав Шувойского сельсовета Егорьевского района, а в 1994—2006 годы — Шувойского сельского округа.
Входит в состав городского поселения Егорьевск.

## Демография
В 1885 году в деревне проживало 319 человек, в 1905 году — 411 человек (208 мужчин, 203 женщины), в 1926 году — 260 человек (120 мужчин, 140 женщин). По переписи 2002 года — 142 человека (66 мужчин, 76 женщин). Население — 145 чел. (2010).
| 1859 | 1868 | 1885 | 1905 | 1926 | 2002 | 2006 |
| ---- | ---- | ---- | ---- | ---- | ---- | ---- |
| 269  | ↘262 | ↗319 | ↗411 | ↘260 | ↘142 | ↘135 |
| 2010 |      |      |      |      |      |      |
| ↗145 |      |      |      |      |      |      |